# Ь
Ь (صغير: ь - كبير مائل: Ь - صغير مائل: ь) هو حرف في الأبجدية السيريلة، يسمى بالروسية: мягкий знак، أي العلامة الناعمة أو علامة الترقيق، وهو بمثابة الشكلة، ووظيفته تخفيف نطق الحرف الذي يسبقه. وهو يكتب ولا ينطق.

## أمثلة
تكتب العلامة الناعمة بعد ال التعريف عند ترجمتها للروسية، (ال = Аль)، وذلك لأن اللام في ال التعريف ساكنة.